# Борба са вртачом
„Борба са вртачом”  је југословенски и словеначки филм из 1982. године. Режирао га је Јанез Дрозг а сценарио су написали Марјан Брезовар и Владимир Франтар по делу Прежихова Воранца.

## Улоге
| Глумац            | Улога         |
| ----------------- | ------------- |
| Берт Сотлар       | Дихур         |
| Јерца Мрзел       | Госпођа Дихур |
| Полде Бибич       | Тоне          |
| Марјан Сриенц     | Сушник        |
| Ангела Јанко      | Мица          |
| Антон Петје       | Мајор         |
| Макс Фуријан      | Свештеник     |
| Митја Сипек       | Јаромил       |
| Јанез Рохачек     | Осојник       |
| Алес Мрдавшич     |               |
| Терезија Мрдавшич |               |
| Ангела Мочник     |               |
| Марица Кривоград  |               |
| Миха Кар          |               |

Остале улоге ▼
| Глумац           | Улога  |
| ---------------- | ------ |
| Божидар Ферк     |        |
| Антон Штерн      |        |
| Иван Пико        |        |
| Змаго Гантар     |        |
| Станко Марвел    | Нец    |
| Емица Марвел     | Мицика |
| Маринка Марвел   | Лоница |
| Роберт Прилашник | Пунгра |
| Винко Волкер     | Лексеј |
| Марко Мартин     | Отрок  |
| Јанко Одер       | Отрок  |